# Zerquetschen
Zerquetschen bezeichnet das Zerdrücken von Materie durch das Aufbringen von Kräften. Es wird angewendet, um Gegenstände zu zerkleinern oder die in ihnen gespeicherte Flüssigkeit herauszudrücken (zum Beispiel bei einer Ölmühle). In der Vergangenheit war es auch eine  Hinrichtungsmethode.

## Todesstrafe

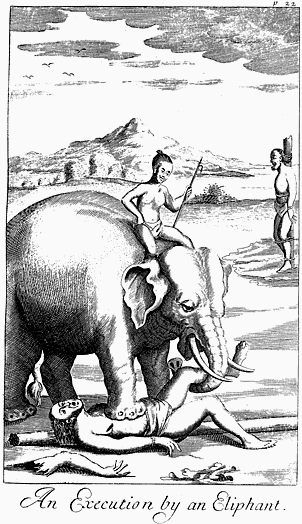
Tod durch Zerquetschen mittels Elefanten

Der Tod durch Zerquetschen hat als Art der Hinrichtung eine lange und blutige Geschichte. Es gab eine Reihe von verschiedenen Mitteln zum Zerdrücken des Verurteilten, die von Ort zu Ort stark voneinander abwichen.
Das Zerquetschen hatte oftmals den Tod durch Ersticken oder innere Verletzungen zur Folge. Diese Art der Hinrichtung wird heute von keiner Regierung mehr durchgeführt.

### Methoden
Die verbreitetste Methode war das Zerquetschen mittels Elefanten. Sie wurde über 4000 Jahre lang in Süd- und Südostasien angewendet. Die Römer und Karthager haben diese Methode ebenfalls eingesetzt.
Im Laufe der Geschichte wurden noch andere Methoden angewendet, so zum Beispiel das Auflegen von Gewichten auf den Verurteilten. Diese „peine forte et dure“-Methode kam vor allem in England und dem kolonialen Amerika zur Anwendung. Sie diente vor allem der Folter, führte aber nicht selten zum Tode, so zum Beispiel bei Giles Corey in Salem (Massachusetts).
In jüngerer Zeit ist es im Zusammenhang mit Kriegshandlungen verschiedentlich und zum Teil systematisch zu (kriegsrechtswidrigen) Tötungen von Gefangenen, gegnerischen Kämpfern oder feindlichen Zivilisten durch Zerquetschen in Form des Überfahrens mit Panzern oder schweren Fahrzeugen gekommen.